# Robert Whytt
Robert Whytt (1714-1766) est un médecin écossais. Il travaille sur les réflexes inconscients, la méningite tuberculeuse, les calculs urinaires et l'hystérie, mais est maintenant surtout connu pour son livre sur les maladies du système nerveux. Il est président du Collège royal des médecins d'Édimbourg.

## Biographie
Deuxième fils de Robert Whytt de Bennochy (près de Kirkcaldy dans le Fife), avocat, et de Jean, fille d'Antony Murray de Woodend, Perthshire, il est né à Édimbourg le 6 septembre 1714, six mois après la mort de son père. Après avoir obtenu une maîtrise à l'Université de St Andrews en 1730, il se rend à Édimbourg pour étudier la médecine. Deux ans auparavant, il a hérité, à la mort de son frère aîné George, du domaine familial. 
Whytt se consacre à l'étude de l'anatomie, sous le premier Monro. Se rendant à Londres en 1734, Whytt devient l'élève de William Cheselden, alors qu'il visite les salles des hôpitaux de Londres. Il assiste ensuite aux cours de Jacob B. Winslow à Paris, de Herman Boerhaave et de Bernhard Siegfried Albinus à Leyde. Il obtient le diplôme de docteur en médecine à Reims le 2 avril 1736. Le 3 juin 1737, un diplôme similaire lui est décerné par l'Université de St Andrews et, le 21 juin, il devient licencié du Royal College of Physicians of Edinburgh. Le 27 novembre 1738, il devient membre et commence à exercer en tant que médecin .
Le 26 août 1747, Whytt est nommé professeur de théorie de la médecine à l'Université d'Édimbourg. Le 16 avril 1752, Whytt est élu Fellow de la Royal Society of London et contribue aux Philosophical Transactions. En 1756, il donne des conférences sur la chimie à l'université à la place de John Rutherford (1695-1779). En 1761, Whytt est nommé premier médecin du roi George III en Écosse - poste spécialement créé pour lui - et le 1er décembre 1763, il est élu président du Royal College of Physicians of Edinburgh ; il occupe la présidence jusqu'à sa mort à Édimbourg le 15 avril 1766 à 52 ans.
Ses restes ont des funérailles publiques et sont enterrés dans un caveau privé (construit deux ans plus tôt) dans la section maintenant scellée de Greyfriars Kirkyard connue sous le nom de prison du Covenanter .

## Neurophysiologie
Robert Whytt est l'un des neurophysiologistes les plus accomplis de son temps. Dans ses recherches, il souligne l'importance du système nerveux central sur le mouvement, établit des distinctions entre les actions volontaires et involontaires et clarifie les composants du réflexe lumineux dans l'œil .

### Système nerveux central
Les théories de Whytt sur le système nerveux et son rôle dans le mouvement s'opposent à de nombreux enseignements qui sont en place au XVIIIe siècle. À cette époque, de nombreux physiologistes soutiennent encore la théorie du mouvement de Descartes qui émet l'hypothèse que la contraction musculaire est due à l'activation d'un fluide dans le système nerveux appelé esprits animaux . Des physiologistes, comme le collègue de Whytt, Albrecht von Haller, pensent également que les muscles sont capables d'agir indépendamment des nerfs. Whytt s'oppose fortement à la théorie de Descartes et nie explicitement le concept d'esprits animaux . De plus, il rejette la théorie de Haller en affirmant que le mouvement doit dépendre de l'interconnexion des nerfs qui mènent au cerveau ou à la moelle épinière .
Whytt décide de prouver sa théorie par l'expérimentation. Il reproduit l'expérience de Stephen Hales qui consiste à sonder et à examiner la réponse des membres chez les grenouilles décapitées . Dans la version de Whytt de l'expérience, il insère un fil chaud à travers la colonne vertébrale de la grenouille décapitée et observe que lorsque la colonne vertébrale de la grenouille est détruite, aucune forme de piqûre ou de coupure du membre de la grenouille ne provoque de réponse. Si la colonne vertébrale de la grenouille reste intacte comme dans l'expérience de Hales, les membres continuent à réagir à la piqûre et à la coupure . De plus, Whytt teste pour voir si une réponse pouvait encore être créée si certaines sections de la moelle épinière restaient intactes. Les résultats montrent que tant que la moelle épinière est partiellement intacte, de petites réponses dans les membres peuvent encore être produites .
L'expérience conduit Whytt à conclure que la moelle épinière est un élément crucial pour faciliter l'action de réponse aux stimuli . La preuve que le mouvement se produit encore après la décapitation réfute les esprits animaux de Descartes dans les muscles. De même, la relation entre la moelle épinière et l'action de réponse dans les membres réfute la théorie du mouvement de Haller. Le mouvement de réponse est décrit plus tard comme "l'action réflexe" par Marshall Hall .

### Mouvement volontaire et involontaire
Une autre théorie qui s'oppose aux idées de Whytt à son époque est la position de l'animisme de Stahl. L'animisme minimise l'importance du cerveau et des nerfs dans le mouvement et l'attribue principalement à l'âme. Whytt reconnaît la présence et l'importance de l'âme, mais contrairement à l'animisme de Stahl, il n'est pas d'accord pour dire que le mouvement est contrôlé exclusivement dans l'âme . En 1745, Whytt publie An Equiry Into the Cause Which Promote the Circulation of Fluids in the Small Vessels of Animals où il déclare que l'âme, également appelée principe sensible, et le corps ont une influence égale sur le mouvement et peuvent donc gouverner les deux, action volontaire et involontaire. L'action volontaire est un mouvement excité par la volonté alors que l'action involontaire dépend du stimulus appliqué au muscle ou au nerf du muscle .
Il explique que l'âme cohabite avec le corps et lui donne vie. Dans le cerveau, l'âme a une conscience qui nous donne la capacité de raisonner. Dans les muscles, l'âme a le pouvoir de produire le mouvement. Dans les nerfs, l'âme nous donne la capacité de ressentir . Whytt utilise le principe sensible pour expliquer l'agent qui est responsable du mouvement, mais il n'aborde pas, ni ne ressent le besoin d'aborder, comment l'âme peut agir sur le corps physique .

### Réflexe lumineux pupillaire
Whytt explique que le réflexe lumineux pupillaire est la contraction et le redimensionnement de la pupille à différentes intensités de lumière . Si l'œil était incapable de se contracter, nous ne pourrions voir que dans un seul degré de lumière et nous ne serions pas en mesure de différencier la distance de réflexion de la lumière des objets proches et éloignés. Whytt découvre le réflexe lumineux pupillaire basé sur une autopsie d'un enfant souffrant d'hydrocéphalie dont les pupilles ne réagissent pas aux changements de lumière . Lors de l'autopsie, Whytt découvre un kyste comprimant le thalamus optique dans l'œil de l'enfant. Whytt conclu que l'obstruction empêchait l'œil de se contracter correctement, limitant ainsi la vue de l'enfant . Le réflexe lumineux pupillaire est nommé plus tard le réflexe de Whytt .

## Œuvres
En 1743, Whytt publie un article dans les Edinburgh Medical Essays intitulé "On the Virtues of Lime-Water in the Cure of Stone". Cet article attire l'attention et est publié, avec des ajouts, séparément en 1752, et connait plusieurs éditions. Il est également paru en français et en allemand. Le traitement de Whytt de la pierre par l'eau de chaux et le savon est devenu obsolète.
En 1751, il publie un ouvrage sur les mouvements vitaux et autres mouvements involontaires des animaux. Le livre attire l'attention des physiologistes de l'Europe. Whytt abandonne la doctrine de Stahl selon laquelle l'âme rationnelle est la cause des mouvements involontaires chez les animaux, et attribue ces mouvements à l'effet d'un stimulus agissant sur un principe sensible inconscient. Il a une vive polémique avec Albrecht von Haller au sujet de cet travail .
En 1764, il publie son ouvrage majeur, On Nervous, Hypochondriac, or Hysteric Diseases, to which are prefixed some Remarks on the Sympathy of the Nerves. Il est traduit en français par Achille Guillaume Le Bègue de Presle en 1767 .
Whytt est également l'auteur de :
- Essais physiologiques (1755)
- Examen de la controverse concernant la sensibilité et la puissance motrice des parties des hommes et des autres animaux (1761)
- Maladies nerveuses, hypocondriaques ou hystériques, (1764)
- Observations sur l'hydropisie du cerveau (1768)

Une édition de ses Travaux est publiée par son fils en 1768  et traduite en allemand par Christian Ehrhardt Kapp en 1771 (Leipzig). Une liste complète de ses articles se trouve dans la Bibliotheca Britannica de Robert Watt .

## Famille
Il se marie deux fois. Sa première épouse, Helen, sœur de James Robertson, gouverneur de New York, meurt en 1741, sans laisser d'enfants. En 1743, il épouse Louisa, fille de James Balfour de Pilrig dans le Midlothian, décédé en 1764. De sa seconde épouse, Whytt a six enfants survivants. Son petit-fils Lewis Balfour (en) est le grand-père de Robert Louis Stevenson.
Le fils de Whytt, John, qui change son nom en Whyte, devient l'héritier des domaines du général Melville de Strathkinness et prend le nom de Melville en plus du sien. Il est grand-père du capitaine George Whyte-Melville (en).